# Список персонажів «Madlax»

Персонажі аніме: Ванесса, Мадлакс, Маргарет, Елеонора, Карроссеа, Понеділок та Лімельда

Це список персонажів аніме «Madlax».

## Вступ
Очевидно, врахувавши малу кількість центральних персонажів у «Noir», творці серіалу «Madlax» збільшили це число — не в останню чергу, за рахунок персонажів чоловічої статі, практично відсутніх у першій частині трилогії. Як наслідок, душевному розвитку героїв у серіалі приділяється куди менше уваги, чим подіям, що відбуваються з ними, і їх відносинам між собою. У початковій «чернетці» сценарію, створеній режисером Масімо Койті і майбутнім продюсером серіалу Кітаяма Сигеру, число персонажів було набагато менше — наприклад, Мадлакс і Маргарет були однією особою, а Чарлі (колега Ванесси по Bookwald Industries) відводилася одна з центральних ролей. Проте після того, як Курода Єсуке був призначений відповідальним за сценарій, від первинного набору персонажів фактично залишилися тільки імена.
Над персонажами «Madlax» працювали три дизайнери: Осава Сатосі створив центральних героїнь, зокрема, Маргарет і саму Мадлакс; Сіба Мінако, що колись взяв участь у роботі над «Noir», малював агентів Enfant на чолі з П'ятницею Понеділком і Карроссеа Доном, а Міяті Сатоко займалась персонажами — Летіцієй та Пупе.

## Головні персонажі
Ма́ргарет Бертон (англ. Margaret Burton, яп. マーガレット・バートン) — забудькувата дівчина, що навчається в елітному коледжі для дітей аристократичних сімей у Нафреції. Її спогади про власне життя обмежуються останніми дванадцятьма роками, а так само ім'ям «Мадлакс» і смутними спогадами, пов'язаними з однією з її книг, написаною на незрозумілій їй мові і на деяких сторінках залитою кров'ю. Зрештою, саме Маргарет — центральний персонаж серіалу і володарка Дару, здатного змінювати світ. Дванадцять років тому вона разом із Карроссеа Доном пережила крах літака над Газа-Сонікою і мимоволі втрутилася в його дуель із Річардом Бертоном. Хоча Бертон переміг, Понеділок останнім зусиллям ввів його в транс, змусивши стріляти в рідну дочку. Захищаючись, Маргарет вбила батька і, щоб втекти від провини, скористалася своїм Даром, розділивши себе на три іпостасі: та що володіє Даром, та що прийняла на себе гріх батьковбивства і та що пам'ятає про все це. З цієї миті дівчина, що носить ім'я «Маргарет Бертон», стала лише третиною себе самої. Книга, якою вона володіє, — це «Secondary», друга зі Священних Книг, необхідних для використання Дару.
Сейю: Кувасіма Хоко
- Музична тема в «меню Масімо»[2]: Книжка з картинками, кров і глибоководна риба (англ. Picture Book, Blood, and Deep-sea Fish)

Мадла́кс

Мадла́кс (англ. Madlax, яп. マドラックス) — дуже харизматична та мила дівчина, а також найкваліфікованіша найманка в Газа-Соніке з 98 % вдало виконаних завдань. Як і Маргарет, вона не пам'ятає нічого раніше дванадцяти років тому, окрім слова «Мадлакс» (яке вона зробила своїм кодовим ім'ям) і короткого спогаду, в якому бачить пістолет у своїх руках і батька, що йде, — Мадлакс вірить, що її батько ще живий і теж воює десь у Газа-Соніке. Будучи найкращим бійцем у всій країні, вона ненавидить війну і б'ється тільки ради того, щоб швидше її завершити, і тому, дізнавшись від Ванесси Рене, що саме Enfant стоїть біля витоків конфлікту, вона негайно починає з ним боротьбу, не зважаючи на наслідки. Мадлакс — друга іпостась Маргарет Бертон, що узяла на себе гріх батьковбивства (її надприродні бойові здібності, ймовірно, пов'язані саме з цим), але не володіє Даром. Те, що вона не зовсім людина, стає очевидно в кінці серіалу, коли у неї за ніч заживає простріляна навиліт легеня, а потім вона знищує невелику, але добре озброєну армію. Вона володіє бракуючою сторінкою з книги «Secondary» Маргарет.
Сейю: Кобаясі Санае
- Тема в «меню Масімо»: Самотня воротарка Пекла (англ. The Gatekeeper of Hell is All Alone)

Ване́сса Рене

Ване́сса Рене́ (англ. Vanessa Rene, яп. ヴァネッサ・レネ) — колишня сусідка та вчителька Маргарет, має вищу освіту в області інформаційних технологій і нині працює менеджером у компанії Bookwald Industries (яп. ブッグワルド). Її батьки загинули в Газа-Соніке, і з тих пір Ванесса не залишає думку з'ясувати дійсну причину війни. Сильна і упевнена в собі жінка, Ванесса особисто відправляється в Газа-Соніку, як тільки з'ясовує, що Bookwald поставляє зброю обом сторонам (а не просто вкладає гроші в мирну індустрію країни, як випливає з офіційних звітів) і, більш того, сам є одним із підрозділів Enfant. У Газа-Соніке її охорону доручають Мадлакс, таким чином, саме вона возз'єднує дві іпостасі колишньої Маргарет.
Сейю: Юкіно Сацукі
- Тема в «меню Масімо»: Воротарка щастя (англ. Gatekeeper of Happiness)

## Інші персонажі

Елеоно́ра Бе́йкер

Пупе та Леті́ція

Елеоно́ра Бе́йкер (англ. Eleanor Baker, яп. エリノア・ベイカー) — світлична Маргарет. Її сім'я служила Бертонам декілька поколінь, тому Елеонора бачить своїм боргом захищати розсіяну і незграбну Маргарет від всіх напастей — аж до перевірки всіх її однокласників на благонадійність. До виконання свого обов'язку Елеонора відноситься украй серйозно, що дозволило їй закінчити школу на декілька років раніше одноліток і стати майстром рукопашного бою.
Сейю: Утікава Ай
- Тема в «меню Масімо»: Воротарка Повсякденності (англ. Everyday Gatekeeper)

П'ятниця Понеділок

На́халь

П'ятниця Понеділок (англ. Friday Monday, яп. フライデー・マンデー) — загадковий творець і беззмінний лідер організації Enfant, про його минуле невідомо практично нічого, крім того, що дванадцять років тому він скористався своїм Даром, щоб відкрити Брами Правди і змінити світ згідно зі своїм уявленням про нього, увергнувши його в тотальну війну. У той раз полковник Річард Бертон встиг його зупинити, тому війна розгорілася тільки в одній окремо узятій державі, на території якого відбувався ритуал, і де нині розташовується штаб Enfant — в Газа-Соніке. Для повторення ритуалу і завершення задуманого, Понеділок ось вже дванадцять років наново шукає Священні Книги (окрім «Firstary», яку йому вдалося зберегти) і ще одного володаря Дару, оскільки своїм Даром він користуватися більше не здатний. Права половина обличчя його знівечена пострілом Бертона, тому він завжди носить напівмаску. Хоча це майже не відчувається в самому серіалі, за задумом режисера Масимо Понеділок колись був художником або поетом.
Сейю: Ебара Масасі
- Тема в «меню Масімо»: Всміхнений сторож Небес (англ. The Gatekeeper of Heaven Smiles)

Карро́ссеа Дон

Карро́ссеа Дон (англ. Carrossea Doon, яп. カロッスア・ドゥーン) — один із найкращих оперативників Enfant, підзвітний особисто П'ятниці Понеділку (хоча офіційно він працює в Bookwald Industries). Карроссеа розумний і далекоглядний, тому часто веде власну гру під носом у начальства, вишукуючи правду про своє минуле, бо він, як і Мадлакс і Маргарет Бертон, не пам'ятає нічого, що трапилося з ним раніше 12 років тому. Під час інциденту в Газа-Соніке, тільки Карроссеа, що носив тоді ім'я Пупі, і Маргарет пережили крах їх літака, можливо, тому що обидва володіли Даром. У той раз Карроссеа полюбив її з першого погляду і присягнувся захищати її, тому коли Маргарет втрутилася в дуель між батьком і Понеділком, закрив її від кулі власним тілом і помер. Пізніше його слабкого Дару і бажання захистити Маргарет вистачило, щоб частково воскреснути, заплативши своєю колишньою особою і пам'яттю, і в такому стані його знайшов П'ятниця Понеділок. Цим пояснюється також та швидкість, з якою між Карроссеа і Маргарет налагоджується взаємна довіра після їх «першої» зустрічі в нових іпостасях.

Ліме́льда Йорг

Сейю: Морікава Тосіюкі
Ліме́льда Йорг (англ. Limelda Jorg, яп. リメルダ・ユルグ) — лейтенант Королівській Гвардії Газа-Соніки і найкращий снайпер у країні після самої Мадлакс. Після того, як Мадлакс у неї на очах застрелила головнокомандуючого королівською армією, охорона якого їй була доручена, Лімельда зробила полювання за неї своєю єдиною метою в житті. Не зважаючи на численні можливості убити Лімельду, Мадлакс щоразу залишала її в живих, а пізніше посвятила її в таємницю дійсних витоків війни в Газа-Соніке, конфлікту, в якому обидві втратили своїх близьких. Як би там не було, це не принесло їм обом спокою, бо Лімельда, чия картина світу не витримала одкровення і розвалилася, відновила спроби убити Мадлакс у божевільній надії, що якщо це їй вдасться, все стане «як раніше».
Сейю: Хісакава Ая

SSS

SSS (англ. Three-Speed, яп. スリー・スピード) — таємничий зв'язковий Мадлакс, інформації про якого навіть менше, ніж про П'ятницю Понеділка. Єдине, що про нього відомо точно, — це те, що він чоловік (судячи по голосу і нижній половині обличчя, що іноді потрапляє в кадр) і що він, швидше за все, не пов'язаний з Enfant, і в деякому роді навіть протистоїть цій організації. Саме він підібрав і виростив Мадлакс після інциденту в 1999 році.

Кванзітта Мо́рісон

Сейю: Ураяма Дзін
Кванзітта Мо́рісон (англ. Quanzitta Marison, яп. クアンジッタ・マリスン — пророк одного з племен аборигенів Газа-Сонікі. Кванзітта — володарка третьої священної книги, «Thirstary», і одна з тих небагато, хто знає мову Саруон та Елієс, на яких були написані священні книги. У її обов'язок входити нагляд за Брамами Правди і Святилища, тому вона єдина, з ким можуть спілкуватися ті, що живуть там.
Сейю: Йодо Мако
- Тема в «меню Масімо»: Воротарка морських глибин (англ. Deep-Sea Gatekeeper)

На́халь (англ. Nakhl, яп. ナハル) — прислужниця та агент леді Кванзітти. Найкращий боєць у рукопашній сутичці і на холодній зброї в Газа-Соніке, вона вийшла переможницею навіть із дуелі проти Мадлакс.
Сейю: Накано Тікайо
Леті́ція (англ. Laetitia, яп. レティシア) — третя іпостась Маргарет Бертон, хранителька пам'яті, яка не в змозі покинути Святилище за Брамами Правди. Ім'я «Летіція» належало ляльці Маргарет до доленосного інциденту 12 років тому, а крім того, Мадлакс іноді користується підробленим паспортом на ім'я Летіції Луни.
Сейю: Канеда Томоко
Пу́пе (англ. Poupee, яп. プゥペ) — така же, як Летіція, примара пам'яті Карроссеі Дону, так само не здатний покинути Святилище і навіть говорити. Ім'я «Пупе» із самого початку належало молодій людині, убитій полковником Бертоном, а «Карроссеа Дон» було вже пізніше прийняте тією його частиною, яка змогла повернутися в матеріальний світ.

Рі́чард Бертон

Рі́чард Бертон (англ. Richard Burton, яп. リチャード・バートン) — батько Маргарет і полковник озброєних сил Нафреції. Під час ритуалу, що проводиться П'ятницею Понеділком дванадцять років тому, полковник Бертон знаходився в Газа-Соніке і спробував перешкодити його планам. Спроба частково вдалася, але Понеділок скористався Словами Пробудження з «Firstary», щоб занурити супротивника в транс і змусити вбити власну дочку. Захищаючись, Маргарет вбила батька. Ім'я «Мадлакс» спочатку було кодовим ім'ям Річарда Бертона, що стало якимсь чином відоме, Понеділку.
Сейю: Окава Тору